# Labulla
Labulla is een geslacht van spinnen uit de familie hangmatspinnen (Linyphiidae).

## Soorten
De volgende soorten zijn bij het geslacht ingedeeld:
- Labulla flahaulti Simon, 1914
- Labulla machadoi Hormiga & Scharff, 2005
- Labulla nepula Tikader, 1970
- Labulla thoracica (Wider, 1834)